# Anell de Kerry
L'anell de Kerry (en anglès: Ring of Kerry) és un circuit turístic situat al comtat de Kerry, al sud-oest d'Irlanda. Aquest circuit cobreix 170 km de carretera, formant un cercle que comença a Killarney, flanquejant la península d'Iveragh. Passa per Kenmare, Sneem, Waterville, Cahersiveen i Killorglin, abans de tornar a Killarney novament des del sud, i voreja els llacs de Killarney i el Parc Nacional de Killarney.
Alguns dels seus atractius turístics són Muckross House (una mansió a la vora de Killarney), el fort de pedra de Staigue i Derrynane House, casa natal de Daniel O'Connell. Waterville és famosa per haver allotjat durant diversos estius Charles Chaplin, i el poble li va dedicar una estàtua que ara pot observar-se al costat de la platja. Al sud de Killarney, i al final, per tant, de l'anell, se situen el castell de Ross, els llacs de Killarney i Ladys View, un mirador des del qual, segons la reina Victòria I del Regne Unit, es gaudia de les millors vistes sobre els llacs.
Existeixen diferents variants del tour per l'anell de Kerry, depenent també del mitjà de transport escollit. Algunes excursions arriben fins a l'Illa de Valentia i les Illes Skellig. L'anell és una excursió força habitual, d'un dia de durada, per als nombrosos visitants que acudeixen a Irlanda, i en concret a Killarney, a l'estiu. Els circuits en autobús es realitzen sempre en sentit contrari a les agulles del rellotge, per evitar que dos d'aquests s'encreuen en les estretes carreteres que componen l'anell. El 2008, els sistemes de navegació per a automòbils van ser acusats de confondre els conductors dels autobusos, en intentar guiar-los en la direcció de les agulles del rellotge.
També hi ha nombroses excursions interessants per l'interior de l'anell, menys transitades. L'opció de recórrer l'anell en bicicleta o caminant, en diverses jornades, i excursions organitzades que combinen barca, bicicleta i passeig caminant.

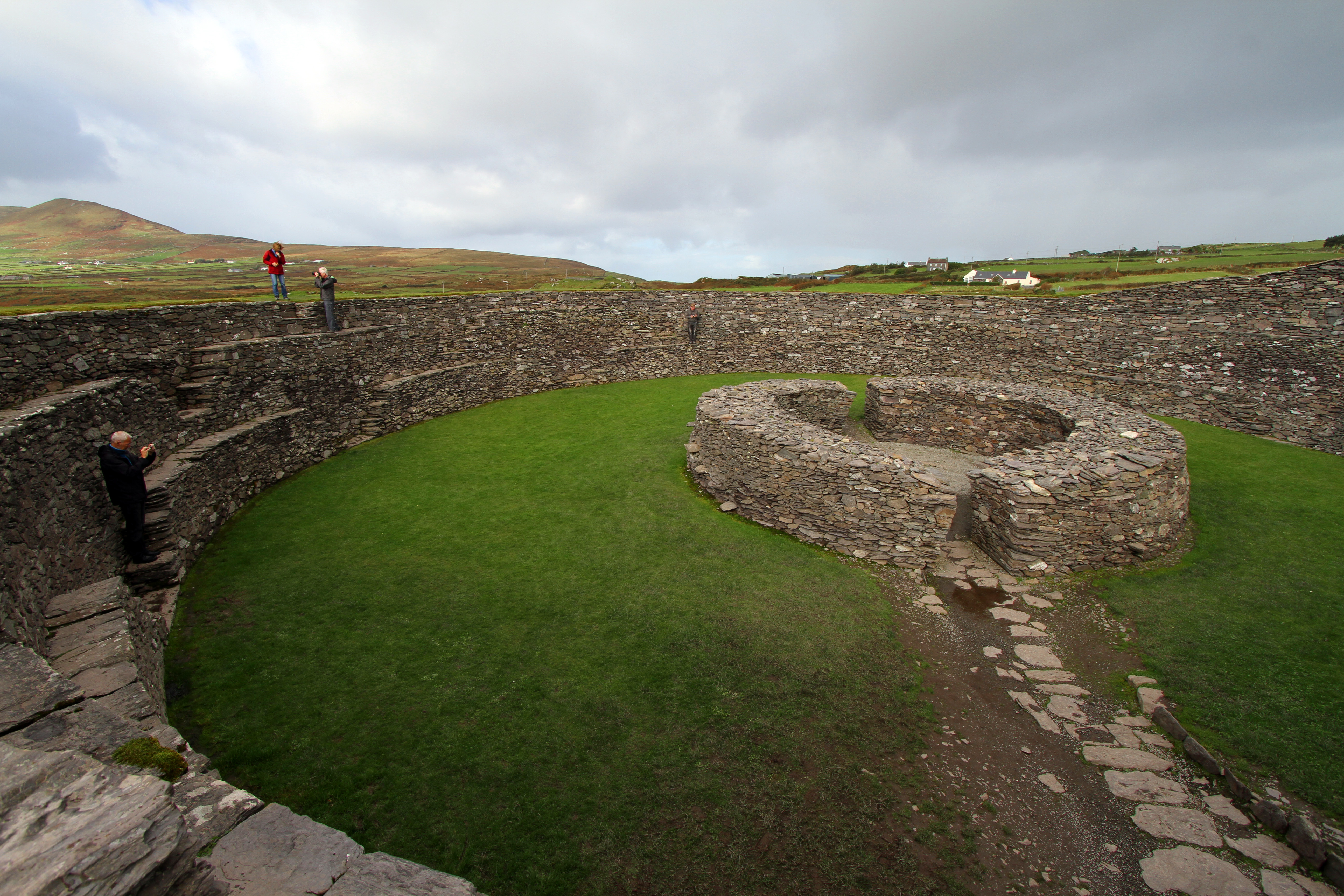
Cahergall Stone Fort
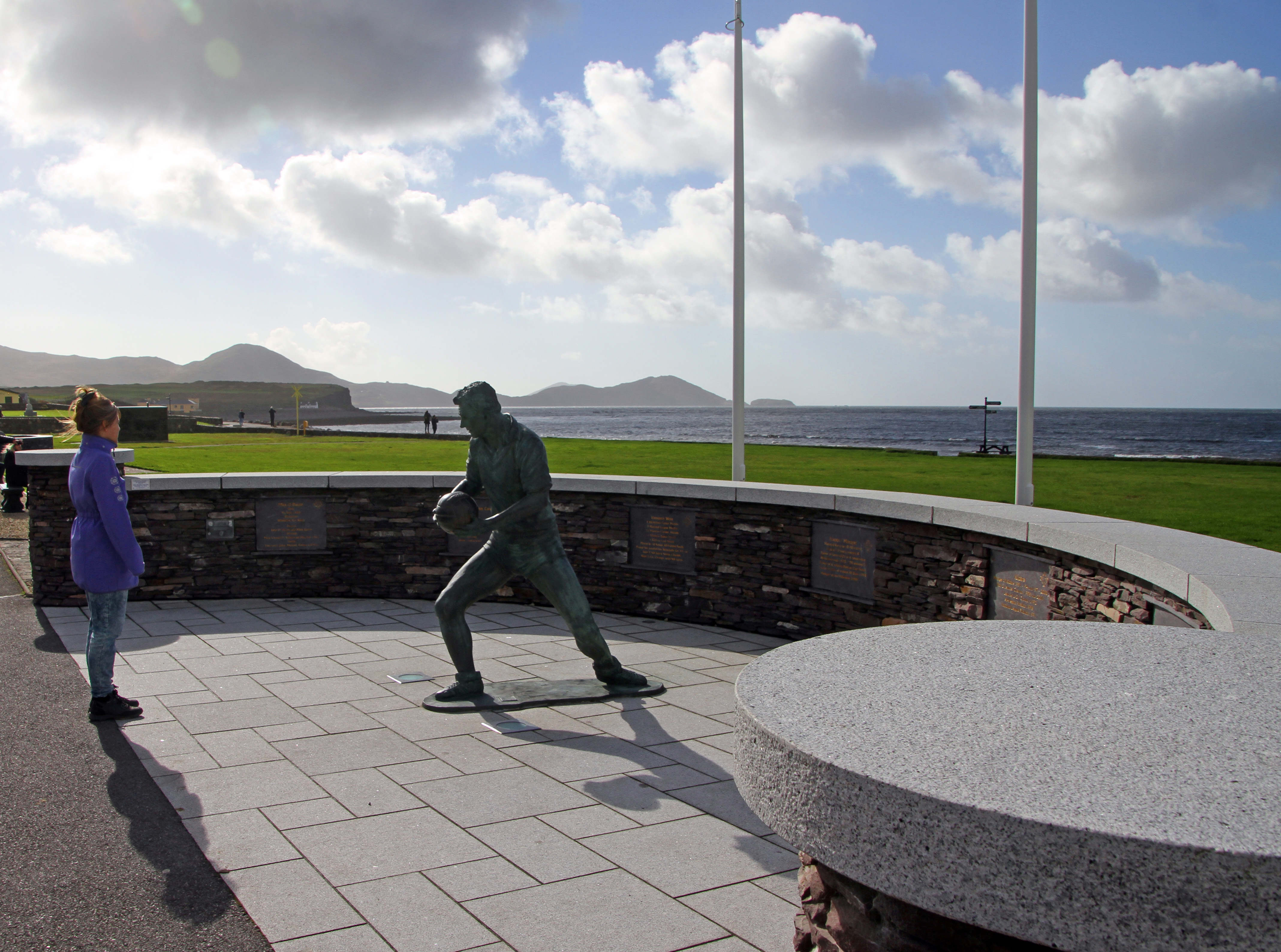
Waterville, Mick O'Dwyer
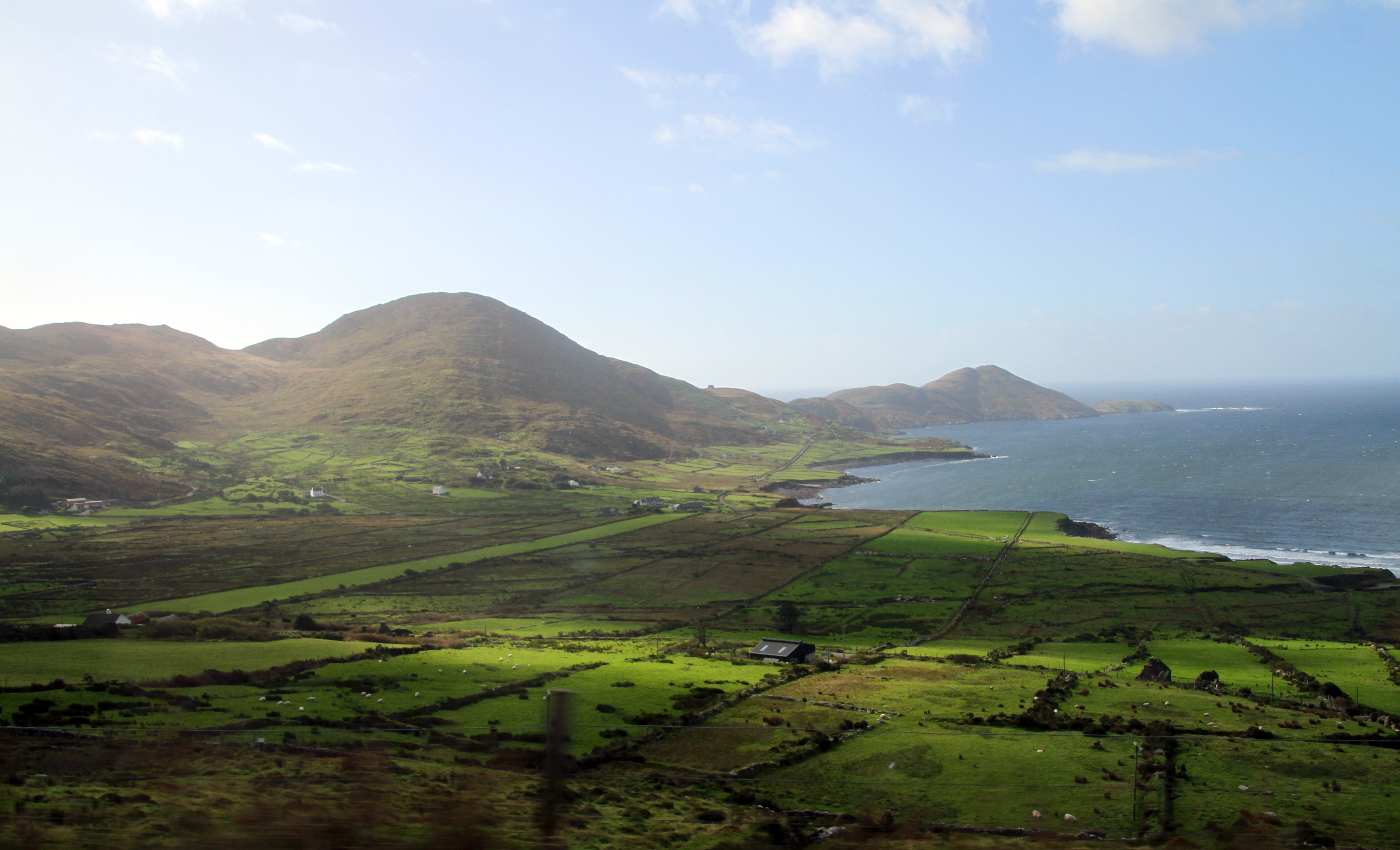
Ballinskelligs Bay
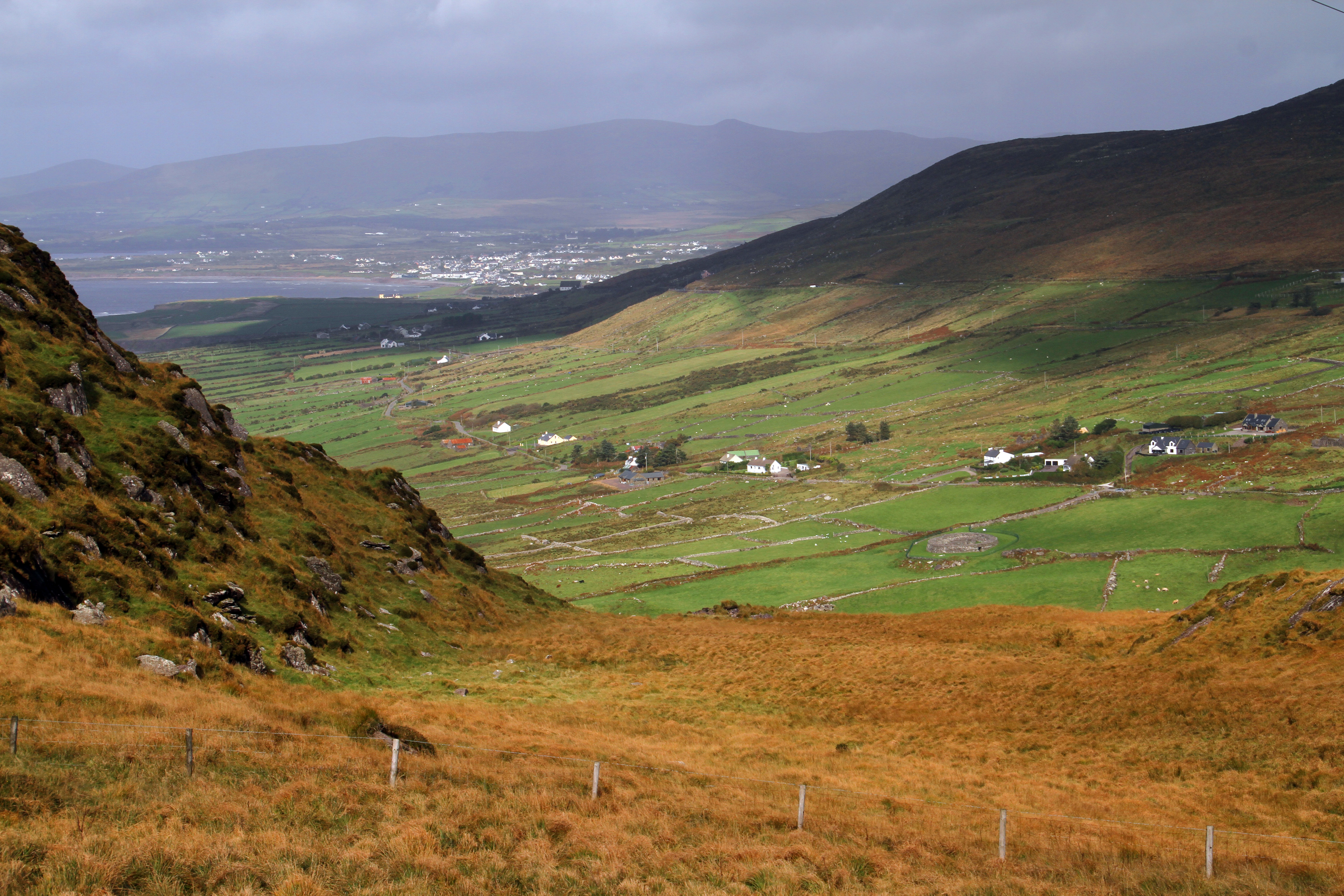
Beenarourke
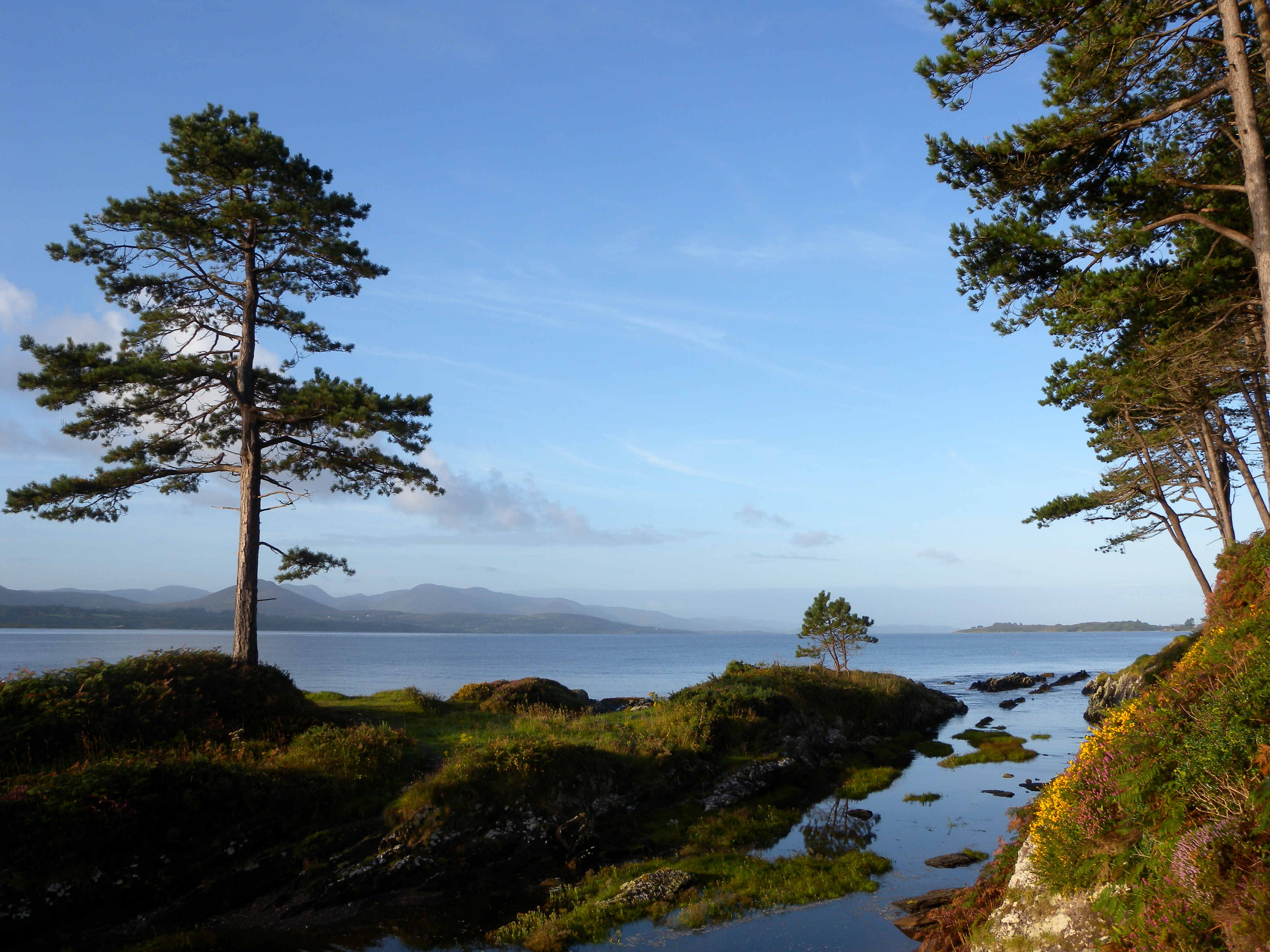
Vista de l'anell de Kerry al sud-oest
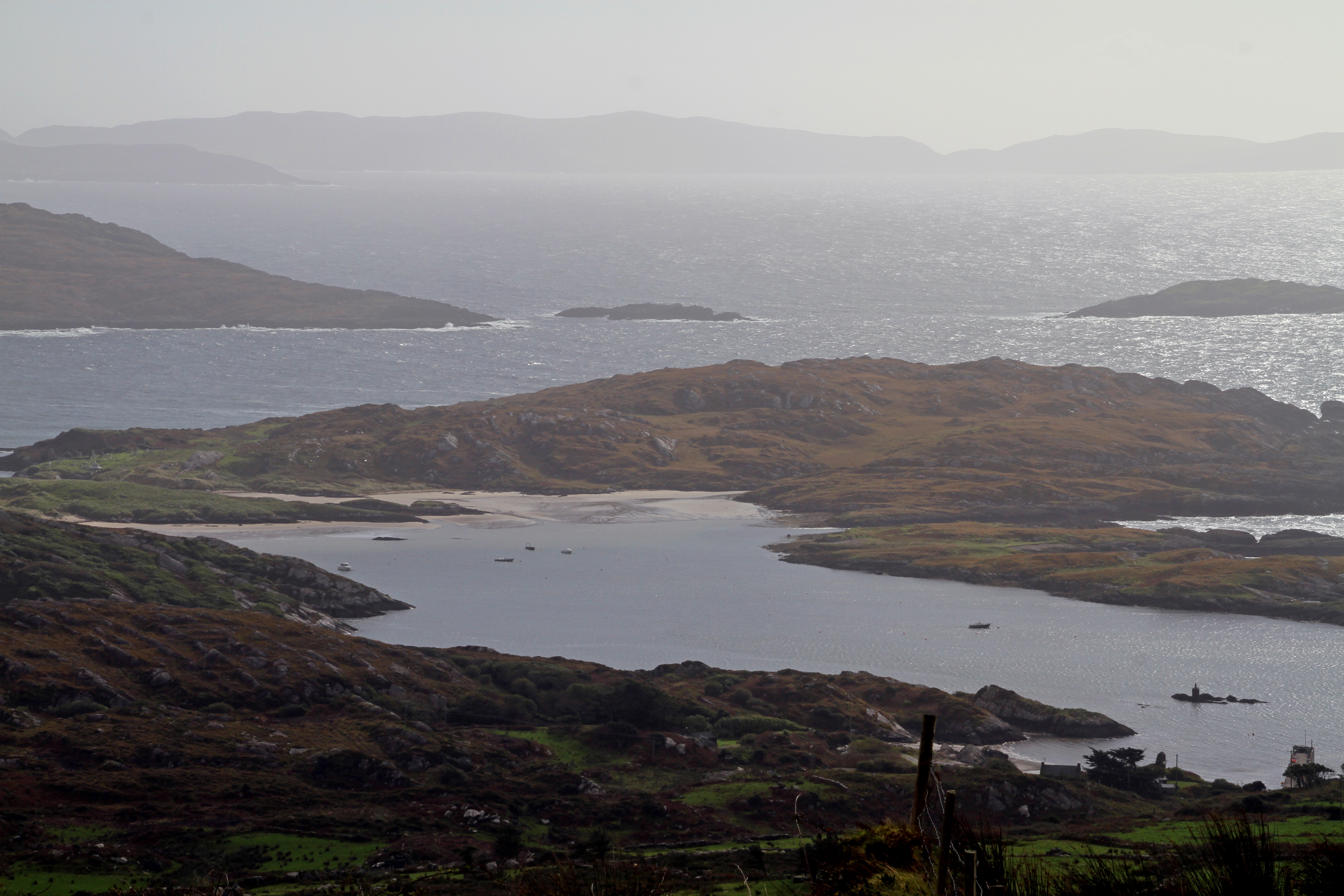
Caherdaniel
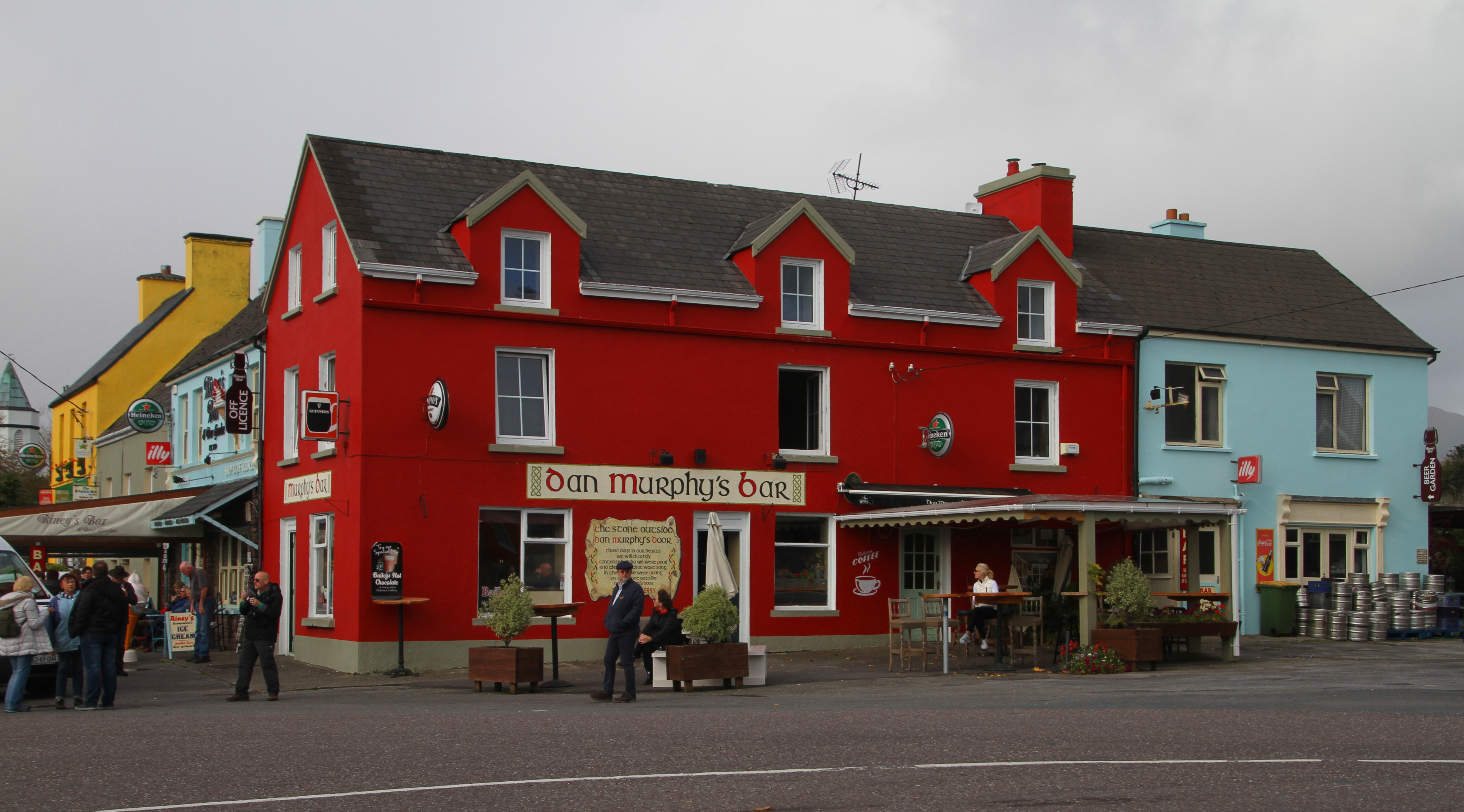
Sneem
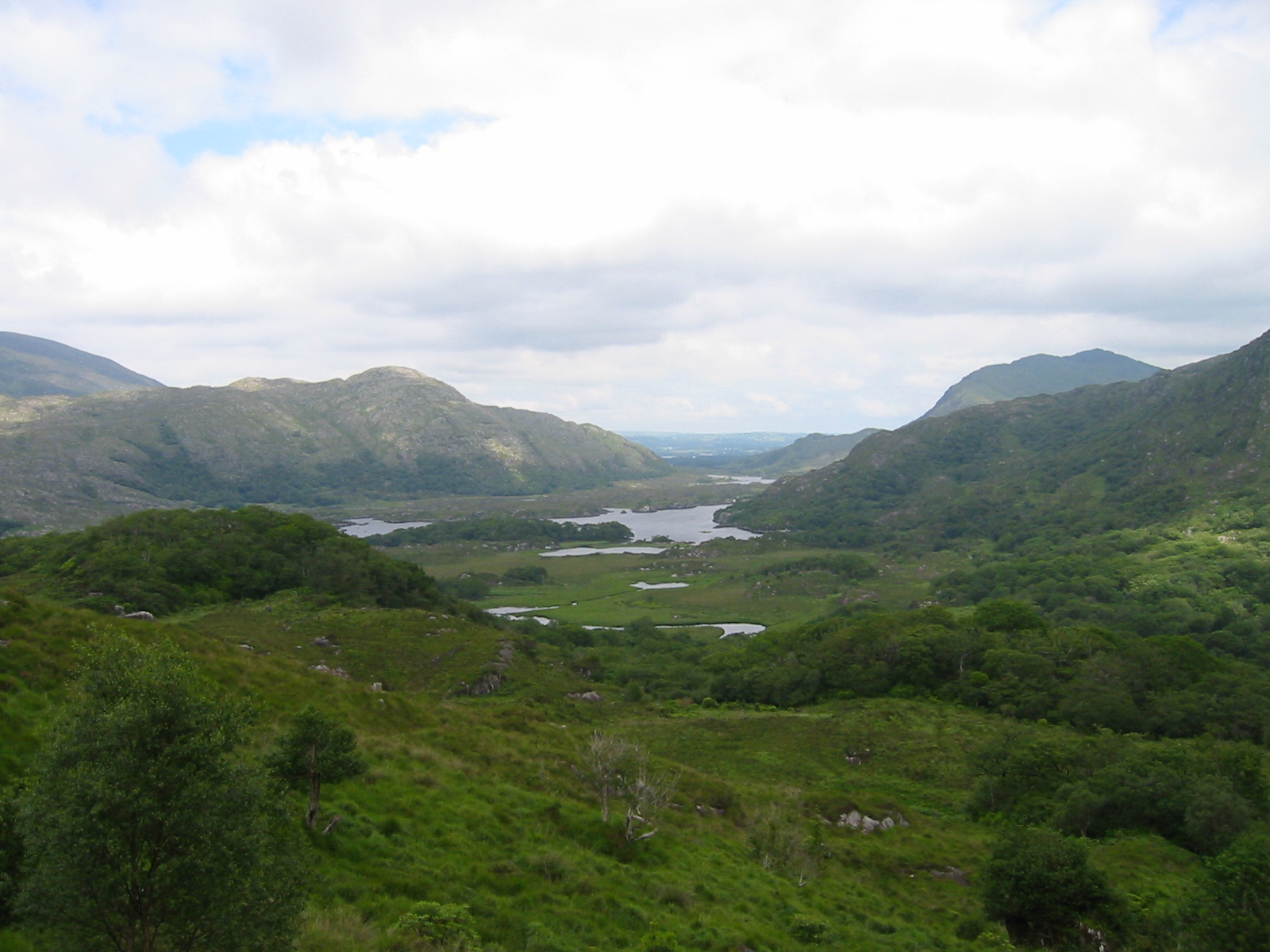
Els llacs de Killarney des de Ladies View, un mirador situat a l'anell de Kerry